# Heistad
Heistad este o localitate din comuna Porsgrunn, provincia Telemark, Norvegia.